# Запис дуд на Градиништу (Грабовица)
Запис дуд на Градиништу (Грабовица) се налази на парцели чији је власник Општина Деспотовац.

## Локација
| Општина             | Деспотовац                                                       |
| Катастарска општина | Грабовица                                                        |
| Потес               | Градиниште                                                       |
| Координате          | 44° 10′ 41″ С; 21° 23′ 57″ И / 44.178100000000001° С; 21.3993° И |
| Надморска висина    | 260m                                                             |

## Карактеристике
Дендрометријске вредности утврђене на терену и сателитским снимцима:
| Стабло                     | Дуд |
| Висина стабла              | m   |
| Обим дебла                 | m   |
| Пречник крошње             | 6m  |
| Пречник дебла              | m   |
| Висина дебла до прве гране | m   |

## База записа
Запис је у оквиру Викимедија пројекта "Запис - Свето дрво" заведен под редним бројем 0425.